# Īśvarakṛṣṇa
Īśvarakṛṣṇa (? 350 CE) è stato un filosofo indiano.

## La vita
Īśvarakṛṣṇa è l'autore della Sāṃkhyakārikā ("strofe sul Sāṃkhya"), opera che in 72 versi sintetizza tematiche appartenenti a una tradizione che in quell'epoca andava consolidandosi, quella del Sāṃkhya appunto, e destinata a diventare ben presto il testo fondamentale di questa scuola, intesa come sistema filosofico ortodosso nell'induismo: il Sāṃkhya darśana.
Il termine kārikā, traducibile con "strofa", "verso", è usualmente adoperato nella letteratura sanscrita per indicare sintesi di opere più vaste, e ciò conferma che Īśvarakṛṣṇa non debba considerarsi come l'iniziatore del Sāṃkhya, ma piuttosto il suo codificatore. D'altronde è lo stesso Īśvarakṛṣṇa a citare un'opera non pervenuta, lo Shashthitantra ("dottrina dei sessanta concetti"), che alcuni studiosi hanno datato intorno al 300 CE e attribuito a Vrishagana. Nella kārikā 70, inoltre, il filosofo afferma di essere il depositario di una dottrina il cui iniziatore sarebbe un certo Kapila, personaggio ritenuto mitologico da molti studiosi.
Sulla vita di Īśvarakṛṣṇa non esistono testimonianze certe, e le uniche congetture possibili derivano dalla sua opera e dai relativi commenti. L'accademico Gavin Flood inquadra fra il 350 e il 450 dell'era moderna la stesura delle kārikā di Īśvarakṛṣṇa. L'orientalista Leonardo Vittorio Arena ne ipotizza invece la composizione nel III secolo.

## Sāṃkhyakārikā
La Sāṃkhyakārikā presenta il Sāṃkhya quale dottrina filosofica non teista e dualista, postulando l'esistenza di due principi metafisici antitetici: puruṣa e prakṛti. Puruṣa è un concetto plurale, è l'insieme di tutte le anime individuali, semplici testimoni non soggetti a sentimenti, non attive, coscienza pura. Prakṛti è la materia, intesa in un'accezione più vasta del concetto occidentale di materia: è la natura in tutta la sua complessità dinamica, la natura che evolve e genera sé stessa, e in tale concetto è inclusa la mente umana (manas). Il sé empirico, l'"io" (ahaṃkāra) che sente, che gioisce e che soffre, è un prodotto della "materia", della prakṛti:
(G. Flood, L'induismo, Op. cit., p. 320.)
La prakṛti non ha coscienza alcuna di sé, essa è soggetta a trasformazioni continue (pariṇāma) per l'azione delle guṇa: sattva ("illuminante"), rajas ("stimolante") e tamas ("ostruttivo"), i tre elementi ultimi di cui è costituita. L'alterazione dell'equilibrio di questi tre poli è all'origine di ogni aspetto del mondo fisico e psichico:
(G. Tucci, Storia della filosofia indiana, Op. cit., p. 74.)
Al contrario, sono i puruṣa ad avere coscienza, e per effetto della vicinanza della prakṛti (della quale restano puri spettatori), essi vengono coinvolti al punto di ritenersi autori di un'attività, materiale e psichica, dalla quale invece sono del tutto liberi: il puruṣa è trascendente la prakṛti. Quest'errore di percezione da parte del puruṣa ha come conseguenza uno scambio di competenze, ma lo scambio è soltanto apparente, illusorio, e ciò è la causa delle sofferenze umane e della trasmigrazione dell'"io" empirico da un corpo all'altro (saṃsāra).
La liberazione (mokṣa) dalle sofferenze e dal ciclo delle reincarnazioni è dunque possibile soltanto con la comprensione che la coscienza pura, il puruṣa, è distinto (viveka) dalla sostanza, la prakṛti, fonte di tutti gli elementi materiali e mentali:
(Samkhyakarika, 59; citato in G. Tucci, Storia della filosofia indiana, Op. cit., p. 79.)
La Sāṃkhyakārikā è tradotta in cinese dal monaco buddhista Paramārtha già nel VI secolo, e l'opera è stata oggetto di numerosi commentari, come per esempio la Jayamangala, attribuita a Śankara; la Gaudapadabhasya, di Gauḍapāda, dell'VIII secolo; o il più noto Sāṃkhya-tattva-kaumudi, del IX secolo, a opera di Vācaspati Miśra.

## Il Sāṃkhya
Gli studiosi sono propensi a distinguere una fase arcaica del Sāṃkhya, della quale invero poco si conosce, dalla dottrina filosofica vera e propria. Probabilmente questo «proto-Sāṃkhya» aveva natura teistica e si era sviluppato, sotto forma di vari movimenti e scuole, fra le comunità dei rinuncianti, di coloro cioè che ricusando la vita ordinaria, se ne allontanavano per dedicarsi alla meditazione. Il termine sāṃkhya vuol dire letteralmente "enumerazione", con riferimento alla classificazione degli elementi costitutivi del cosmo. Ora, enumerazioni di questo tipo già si ritrovano nella tradizione brahmanica, per esempio nella Chāndogya Upaniṣad (nella quale è descritto come dal fuoco si giunga al nutrimento), o nella Śvetāśvatara Upaniṣad; successivamente anche nella Bhagavadgītā, per esempio (ove si afferma che la natura di Kṛṣṇa è ottuplice) .
Īśvarakṛṣṇa elenca ventitré elementi costitutivi, o categorie (tattva), che insieme ai due principi ultimi del puruṣa e della prakṛti costituiscono le venticinque categorie del Sāṃkhya. I ventitré elementi discendono, ovviamente, dalla  prakṛti, sono sue manifestazioni:
(Samkhyakarika, 22; citato in M. Angelillo – E. Mucciarelli, Op. cit., p. 89.)
La manifestazione degli elementi dipende dall'equilibrio dinamico che si viene a stabilire fra i tre costituenti della materia, le guṇa.
Il merito indiscusso di Īśvarakṛṣṇa è quello d'esser stato un punto di arrivo per le correnti di pensiero del «proto-Sāṃkhya», di averne formalizzato i contenuti, e resi espliciti in un testo ove scompare ogni forma di teismo e tutto è ridotto ai due principi ultimi del puruṣa e della prakṛti. Lo schema dell'enumerazione dei suoi principi sarà adottato sia nello Yoga di Patañjali sia, con ampliamenti, nelle dottrine di alcuni movimenti śaiva.

## Edizioni in lingua italiana dellaSāṃkhyakārikā
- Le strofe del Samkhya, a cura di Corrado Pensa, Bollati Boringhieri, 1978.
- Samkhyakarika. Le strofe del Samkhya con il commento di Gauḍapāda, a cura di Corrado Pensa, Asram Vidya, 1994.
- Samkhyakarika. La dottrina fondamentale dello yoga sutra, a cura di Vinti M. - Scarabelli P., Mimesis, 2006.